# Gaspare Mannucci
Gaspare Mannucci (Firenze, 1575 – Firenze, 1642) è stato un pittore italiano, esponente del barocco lucchese.

## Biografia
Nato a Firenze, si formò nella sua città acquisendo le lezioni di Santi di Tito (che richiamandosi alla tradizione di Andrea del Sarto e di Fra Bartolomeo aveva rielaborato in chiave antimanieristica le istanze di chiarezza perseguite dalla chiesa tridentina), Ridolfo del Ghirlandaio, Michele Tosini, Francesco e Giovanni del Brina, vale a dire i pittori che per tutto il Cinquecento riproposero in chiave devozionale i principi del classicismo fiorentino. 

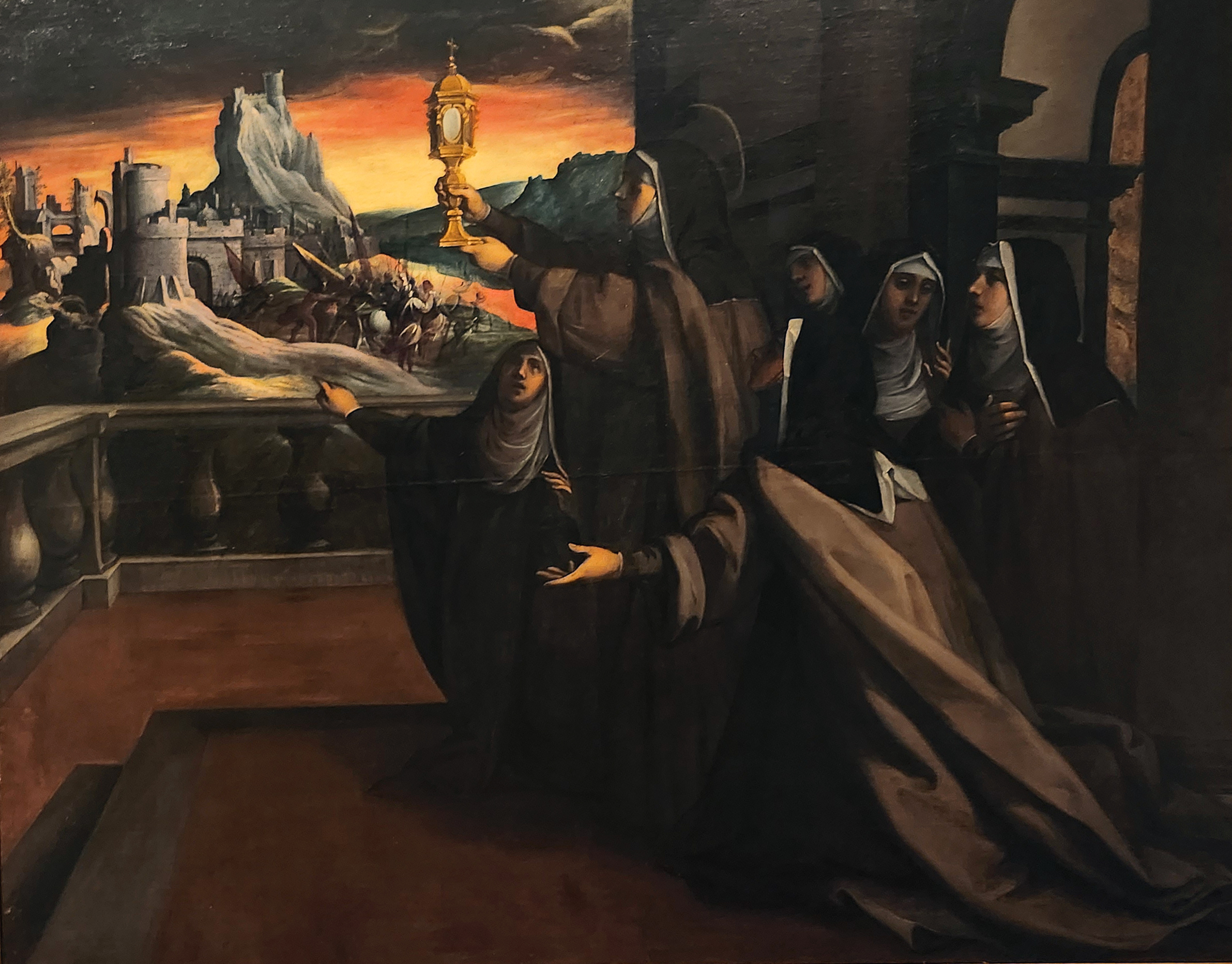
Miracolo di Santa Chiara (1625 circa), Museo Nazionale di Villa Guinigi, Lucca

Nella città natale, egli apprese la capacità di riprodurre in gran numero, quasi in serie, una moltitudine di opere che spesso si differenziano di poco l'una dall'altra, ma che sono comunque tutte realizzate con cura a sperimentata abilità tecnica. Non è rimasto niente della sua attività giovanile a Firenze, ma fin dal 1601 è attestato a Lucca. La sua prima opera lucchese è del 1605, la Madonna del rosario tra i santi Domenico, Francesco, Ansano, Nicola da Bari, Lucia e Apollonia, dipinta per la chiesa di San Pietro di Vorno.
Affiancato dal figlio Pier Filippo, Gaspare Mannucci fu il pittore più prolifico tra quanti lavorarono nel territorio lucchese nella prima metà del Seicento. Al di là delle numerose commissioni a carattere religioso, riscosse successo anche presso le istituzioni pubbliche: nel 1617 gli fu commissionata da parte del Governo lucchese una singolare ed importante opera di destinazione pubblica, il Ritratto di Giovanni della Pera (perduto). 
Pur avendo operato prevalentemente a Lucca,  il legame con Firenze restò molto stretto, tanto da volersi sempre firmare florentinus. 
L'attività lucchese di Gaspare proseguì fino al 1638, mantenendo una qualità più che dignitosa, con punte di alto livello. Serio e motivato divulgatore di un linguaggio chiaro, gradevole e facilmente comprensibile, contribuì al diffondersi delle novità della Riforma cattolica. 
Ritornato a Firenze (dove morì nel 1642), continuò la sua attività - sia pure in tono minore - con il figlio e il genero Tiberio Franchi.

## Opere (elenco parziale)
- Madonna del rosario con i santi Domenico, Francesco, Ansano, Nicola da Bari, Lucia e Apollonia (1605) - Chiesa di San Pietro, Vorno
- Vescovo, prima metà del XVII secolo - Chiesa di Santa Maria Corteorlandini, Lucca
- San Lorenzo, prima metà del XVII secolo - Chiesa di Santa Maria Corteorlandini, Lucca
- Madonna con Bambino tra i Santi Cosma e Damiano, Chiesa dei Santi Giovanni e Reparata, Lucca
- San Paolino, vescovo di Lucca
- Miracolo di Santa Chiara, Museo Nazionale di Villa Guinigi, Lucca
- Annunciazione - Chiesa di San Frediano, Lucca
- Santi Zita e Paolino - Chiesa di San Salvatore in Mustolio, Lucca
- Cristo in Croce con la Vergine Addolorata in cornu Evangelii e San Francesco (1610) - Convento francescano di Borgo a Mozzano
- Madonna dei miracoli (1616), - Chiesa di San Leonardo in Borghi, Lucca
- Vergine in trono con Bambino e Santi (1616) - Chiesa dei santi Pietro e Paolo, Piazzanello di Pescaglia
- Ultima cena - Chiesa di San Sisto, Pomezzana
- Madonna col Bambino fra i santi Lorenzo e Gervasio con il trasporto del Volto Santo sullo sfondo (1629)[4] - Museo Nazionale di Villa Guinigi, Lucca (proveniente dalla chiesa di Santa Maria Forisportam, Lucca
- Crocefissione con Maria Maddalena (1638) - Chiesa di Sant'Andrea di Saltocchio, Lucca[5]
- I santi Maria Maddalena de' Pazzi, Eufrasia, Alberto, Andrea Corsini (1638) - Museo Nazionale di Villa Guinigi, Lucca

## Galleria d'immagini

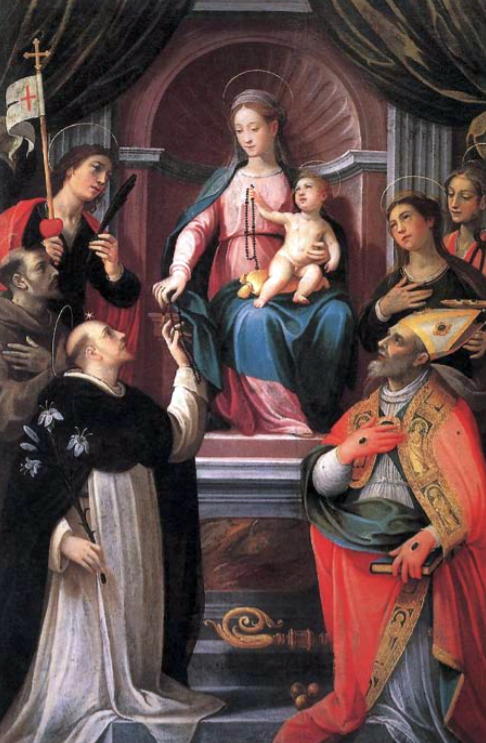
Madonna del rosario (1605), di Vorno.
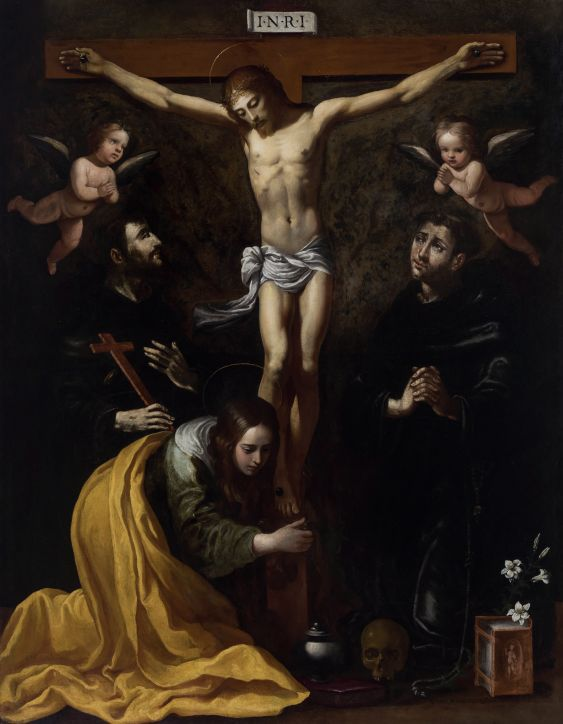
Crocefissione con Maria Maddalena (1629), alla Chiesa di Sant'Andrea di Saltocchio.
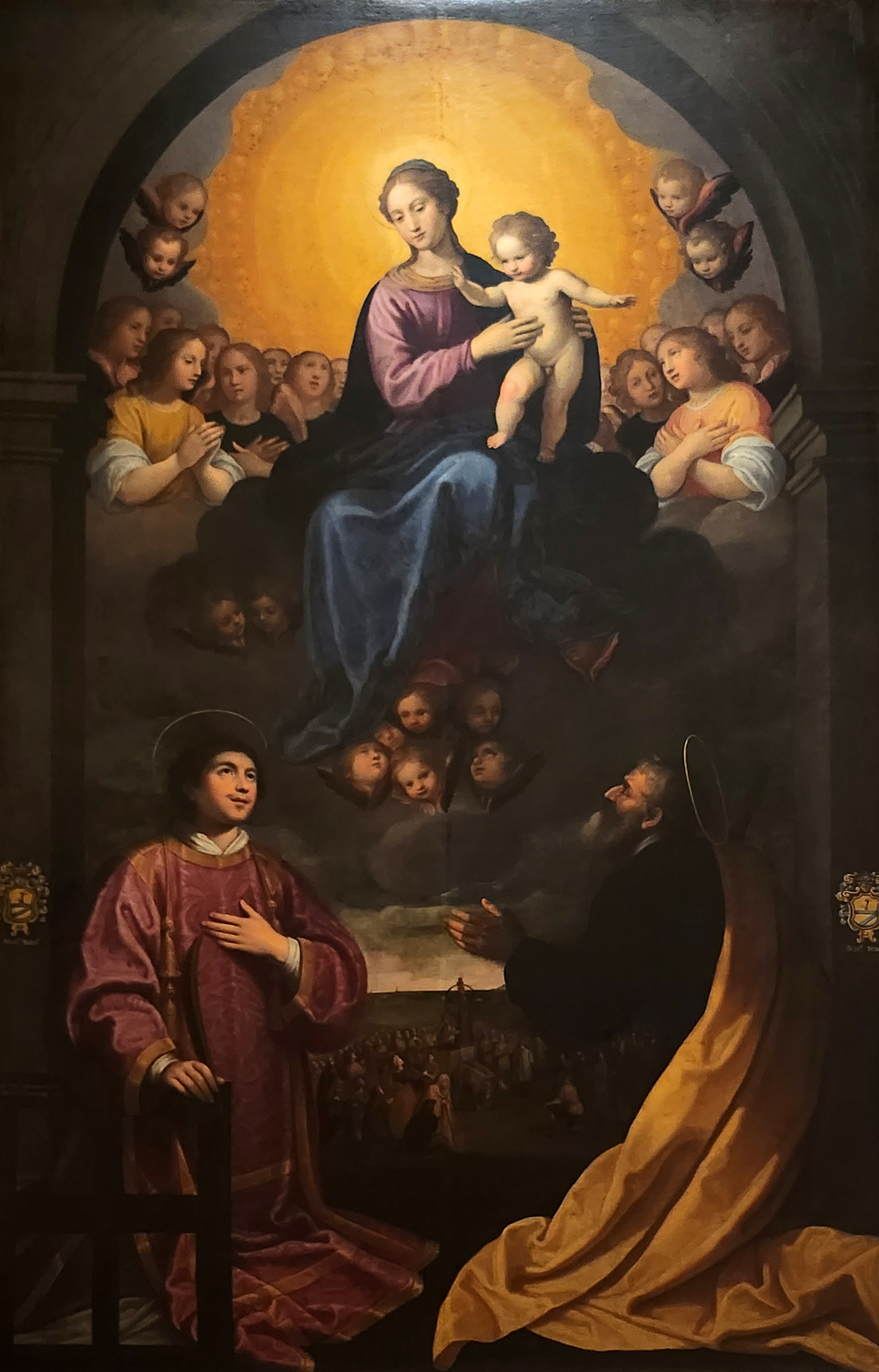
Madonna col Bambino fra i santi Lorenzo e Gervasio con il trasporto del Volto Santo sullo sfondo - Museo Nazionale di Villa Guinigi, a Lucca.